# Ликова (деревня)
Ликова́ — деревня в Новомосковском административном округе Москвы (до 1 июля 2012 года была в составе Ленинского района Московской области). Входит в состав поселения Внуковское.

## Население
| 1852 | 1859 | 1890 | 1899 | 1926 | 2002 | 2006 | 2010 |
| ---- | ---- | ---- | ---- | ---- | ---- | ---- | ---- |
| 115  | ↘86  | ↗102 | ↗118 | ↗169 | ↘95  | ↘91  | ↗122 |

Согласно Всероссийской переписи, в 2002 году в деревне проживало 95 человек (39 мужчин и 56 женщин). По данным на 2005 год в деревне проживал 91 человек.

## География
Расположена деревня вдоль теперь уже старого Боровского шоссе, недалеко от московского района Внуково (где аэропорт). Название произошло от протекающей близ деревни реки Ликовы. Связана автобусным сообщением с аэропортом Внуково, станциями метро Тёплый Стан, Рассказовка и Саларьево, городами Московский, Краснознаменск, Видное и Одинцово.

## История
В середине XIX века деревня относилась к 1-му стану Звенигородского уезда Московской губернии и принадлежала дочери генерал-поручика Нефедьевой А. И., в деревне было 22 двора, крестьян 60 душ мужского пола и 55 душ женского.
В «Списке населённых мест» 1862 года — владельческая деревня 1-го стана Звенигородского уезда по Ново-Калужскому тракту из Москвы на село Нара Верейского уезда, в 31 версте от уездного города и 20 верстах от становой квартиры, при речке Ликове, с 17 дворами и 86 жителями (45 мужчин, 41 женщина).
По данным на 1899 год — деревня Перхушковской волости Звенигородского уезда с 118 жителями.
В 1913 году — 33 двора.
По материалам Всесоюзной переписи населения 1926 года — деревня Пыхтинского сельсовета Козловской волости Московского уезда Московской губернии в 4,5 км от станции Внуково Московско-Киево-Воронежской железной дороги, проживало 169 жителей (76 мужчин, 93 женщины), насчитывалось 38 хозяйств, из которых 34 крестьянских.
- 1929—1960 гг. — населённый пункт в составе Кунцевского района Московской области.
- 1960—1963 гг. — в составе Ульяновского района Московской области.
- 1963—1965 гг. — в составе Звенигородского укрупнённого сельского района Московской области.
- 1965—2012 гг. — в составе Ленинского района Московской области[23].